# 森田則昭
森田 則昭（もりた のりあき、3月15日 - ）は、日本の男性声優。岡山県出身。元株式会社クロコデイル フォレストリンク事業部取締役副社長。現在はフリーの声優として活動。

## 経歴
プロダクション・エース演技研究所出身。2015年3月末をもってプロダクション・エースを退所し、同年10月1日よりアル・シェアに所属。
2018年9月1日、アル・シェアより独立して株式会社フォレストリンクを設立。代表を務め、2019年10月より会社運営に尽力するため、声優としての新規案件を休業していた。
フォレストリンクは株式会社クロコデイルとの合併に伴い、2021年3月31日を以て解散した。合併後の4月からは同社の取締役副社長を務めている。
2025年3月31日、自身のSNSにて株式会社クロコデイル フォレストリンク事業部取締役副社長を辞任、声優としても事務所を退所しフリーランスとして活動することを報告。

## 出演

### テレビアニメ
2011年
- R-15（通行人A、クラスメート男子）
- ダンタリアンの書架（護衛）
- デッドマン・ワンダーランド（受刑者、権藤、囚人、G棟看守）

2013年
- 俺の脳内選択肢が、学園ラブコメを全力で邪魔している（男性客）
- RDG レッドデータガール（院生A）
- 生徒会の一存 Lv.2（陸上部員）
- 問題児たちが異世界から来るそうですよ?（部下C、通行人）
- 勇者になれなかった俺はしぶしぶ就職を決意しました。

2020年
- 継つぐもも（主人）

2024年
- BLEACH 千年血戦篇-相剋譚-（市民）

### 劇場アニメ
- 劇場版 STEINS;GATE 負荷領域のデジャヴ（2013年、係員）

### OVA
- 世にも奇妙な漫☆画太郎（2009年）
- ぼく、オタリーマン。（2010年）
- これはゾンビですか? オブ・ザ・デッド（2012年、店員）

### ゲーム
2011年
- カオスコード（ブラボー・ペペロンチーニ）
- 涼宮ハルヒの追想

2013年
- コール オブ デューティ ゴースト

2019年
- ちょいと召喚! モンスターバスケット（ヘルマプロディートス）
- クイズRPG 魔法使いと黒猫のウィズ（メーディウム・ブート、ファサール・パトラメセス）

2022年
- インディゴ7（アナウンサー）

2023年
- D.C.5 〜ダ・カーポ5〜（及川桐吾）

2024年
- D.C.5 Future Link ～ダ・カーポ5～ フューチャーリンク（及川桐吾）

### 吹き替え

#### 映画
- ウルフマン/狼男伝説（チャールズ）
- ジェニファー・ラブ・ヒューイットのTrue Love（クリス 他）

#### テレビドラマ
- 救命医ハンク セレブ診療ファイル（#9）
- 救命医ハンク2 セレブ診療ファイル（#6）
- ジーク アンド ルーサー（ディレクター 他：#01、#02、#12）
- ホット・ショット (テレビドラマ)（ファン・ビン 他：#12）
- 魔術師 MERLIN

#### アニメ
- バービー イルカのマジック（ケン[15]）

### 舞台
- キンダー・フィルム・フェスティバル (東京)　ボイスオーバー上映
- 外画『たいせつなこと』フロティス役（青山円形劇場にて）

### デジタルコミック
- ジャンプチャンネル
  - 文殊史郎兄弟（2020年、畑上[16]）
  - 心霊写真師鴻野三郎（2020年、鴻野三郎[17]）
  - エンバーミング（2021年、執事[18]）
  - 漫画家異世界取材旅行（2021年、服山亮[19]）
  - 灼熱のニライカナイ（2021年、マシーン5[20]、爆弾魔[21]）
  - メテオ・ストライク（2021年、アニキ[22]）
  - 木曜日のラジオスター（2021年、丸山先生[23]）
  - 5人の内、誰が死ぬか（2021年、山崎真吾[24]）
  - かいだんし（2021年、有馬家の父[25]）
  - 戦国の三日月（2021年、岩野[26]）
  - ウィッチウォッチ（2021年、石剛志[27]）
  - 星のエイリアンに努力賞を。（2021年、ヨージローの父[28]）
  - 大東京鬼嫁伝（2021年、鬼[29]）
  - 忘却の僧侶（2021年、店主[30]、神竜モンペリエ[31]）
  - 学生服の回収屋（2021年、組長[32]）
  - 幽焔の悠（2021年、村人[33]）
  - アオのハコ（2021年、大喜の父[34]、井口監督[35]）
  - レッドフード（2021年、村人[36]）
  - NERU -武芸道行-（2021年、刀剣科生徒[37]）
  - MONSTERS（2021年、店主[38]）
  - 超能力者いのうさん（2021年、校長[39]）
  - まとはずれQ道部（2021年、立野落語[40]）
  - 花は死にたがる（2021年、竹内先生[41]）
  - PPPPPP（2021年、DADA先生[42]）
  - ドロンドロロン 読切版（2021年、モノノケ[43]）
  - Hello, my robot（2021年、医者[44]）
  - バイオリン姫（2021年、神父[45]）
- 野いちご・ベリーズカフェチャンネル
  - 暴君、あるいは溺愛（2021年、進藤岳人[46]）
- KADOKAWAオフィシャルチャンネル
  - 波原さんはぶちまけたい!（2021年、内藤さん[47]）

### その他コンテンツ
- BBC地球伝説『ケニア・野生のゾウと暮らす』(V.O)
- THE BACK HORN『太陽とカオス（NHK-BS）』
- オーディオブック「シャドウ」（2017年、我茂洋一郎）